# Ilex tutcheri
Ilex tutcheri là một loài thực vật có hoa trong họ Aquifoliaceae. Loài này được Merr. mô tả khoa học đầu tiên năm 1918.